# Ремшайд
Ремшайд (на немски: Remscheid) е град в Северен Рейн-Вестфалия, Германия. Намира се в североизточния край наречен Бергишес Ланд (Bergisches Land) южно от река Рур.
Площта на Ремшайд е 74,60 км², населението към 31 декември 2010 г. – 110 563 жители, а гъстотата на населението – 1482 д/км².

## Административно-териториално деление
Ремшайд се дели на четири квартала:
- Алт-Ремшайд (Alt-Remscheid)
- Ремшайд-Сюд (Remscheid-Süd)
- Ленеп (Lennep)
- Лютрингхаузен (Lüttringhausen)

## Известни личности
Родени в Ремшайд
- Ханс Бертрам (1906 – 1993), авиатор и режисьор
- Йохан Петер Хазенклевер (1810 – 1853), художник